# Hippophae rhamnoides
Hippophae rhamnoides, también conocido como cambrón o espino amarillo es una planta de la familia Elaeagnaceae.

## Distribución
Es nativa de Europa, Asia Menor y el Cáucaso donde crece en terrenos arenosos, dunas y orillas del mar donde a menudo constituye espesuras.

## Descripción
Es un arbusto espinoso que alcanza 1-3 metros de altura. Tronco y ramas de color pardo claro y escamosas. Las hojas caducas son estrechas, lanceoladas y plateadas por el envés. Las flores son pequeñas, unisexuales, de color verde y formando largos racimos. El fruto comestible, es un aquenio de color anaranjado rodeado de un cáliz carnoso que le da aspecto de una drupa.

## Usos
Con el fruto se preparan deliciosas jaleas y mermeladas.
Los frutos y hojas se utilizan en la medicina tradicional, como parte de medicamentos o en la industria cosmética. 
Las hojas se pueden utilizar como pienso, especialmente para la alimentación de rumiantes. 
Debido a su tolerancia contra suelos fuertemente erosionados, pobres en nutrientes y en ocasiones salados, se utiliza para la recuperación de tierras o como protección.

## Propiedades
- Proporciona abundante vitamina C.
- Estimulador del apetito, reduce la astenia y muy utilizado contra el escorbuto.

## Nombre común
- Castellano: cambrón, escambrón, espino amarillo, espino falso, arto, quitasombreros, quita sombreros, titinera.[1]

## Taxonomía
Hippophae rhamnoides fue descrita por (L.) A.Nelson  y publicado en Species Plantarum 2: 1023–1024. 1753.
Sinonimia
- Elaeagnus rhamnoides (L.) A.Nelson
- Rhamnoides hippophae Moench[3]